# 恩佐·法拉利
恩佐·安塞尔莫·朱塞佩·玛丽亚·法拉利（義大利語：Enzo Anselmo Giuseppe Maria Ferrari，1898年2月18日—1988年8月14日），意大利賽车手，企业家，法拉利汽車创始人。

## 关于出生日期的争议
据恩佐·法拉利本人的说法称，他原本的出生日期是1898年2月18日。但由于当时摩德納天降大雪，出行困难，他的父亲直到2月20日才赶到博洛尼亚为恩佐的出生登记。然而当天的气象记录否认了这一说法：根据摩德纳大学地球物理观测站的记录显示，当天的最低气温为零下1.8°C，最高气温10.8°C，而整个1898年2月当地都没有降雪记录。此外据摩德纳市镇出生证明n.287/1898显示，恩佐的出生是由助产士上报的，当时恩佐的父亲并不在场。尽管如此，根据恩佐的儿子皮耶罗·法拉利和晚年的秘书 Brenda Vernor 回忆，恩佐会在2月18日庆祝生日。

## 早年生活

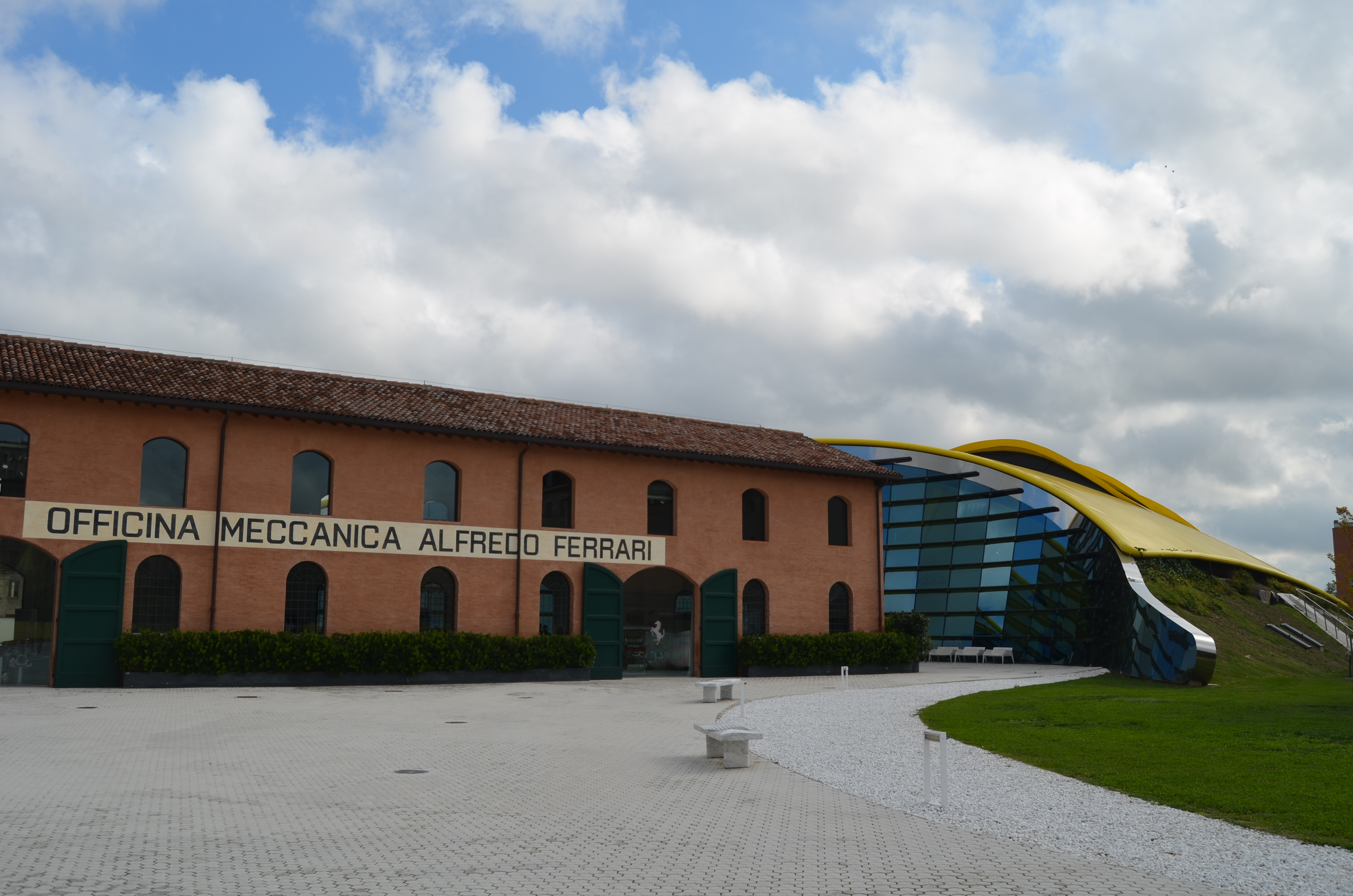
阿尔弗雷德·法拉利的旧宅与车间，同时也是恩佐·法拉利的出生地。右侧的黄色建筑为恩佐·法拉利博物馆的展厅

恩佐是阿尔弗雷德·法拉利和阿达吉萨·法拉利（母姓比斯比尼）的小儿子，有一个名叫小阿尔弗雷德（迪诺）·法拉利的哥哥。老阿尔弗雷德是卡尔皮一位杂货商的儿子，在自己的家中开设了一家加工金属零件的车间。法拉利一家的车间如今作为恩佐·法拉利博物馆的一部分公开展览。
恩佐在学校教育中表现平平，而对赛车、机械与体育更感兴趣，甚至还曾打算成为一名歌剧演员。1903年，恩佐·法拉利的家中有了第一辆汽车——一辆德·迪昂-布通轿车。1908年，10岁的恩佐见证了菲利切•纳扎罗在博洛尼亚场地赛上的胜利，由此立志成为一名赛车手。1914年，16岁的恩佐与父亲一同完成了朱利亚诺瓦火车站的遮阳棚。同年11月16日，恩佐在米蘭體育報上发表了一篇摩德纳对阵国际米兰足球比赛的报道。1916年，恩佐的父亲因支气管炎去世；同年年底恩佐的兄长为意大利空军的一支战斗机中队从事地勤工作时罹患流感，不幸丧生。此时的恩佐结束了自己的学业，为摩德纳消防队的车间指导车床操作。恩佐于1917年应征入伍，服役于意大利皇家陆军第三山地炮兵团，在后方为骡马钉掌。但在同年年底患上胸膜炎，被迫退伍。

## 车手生涯

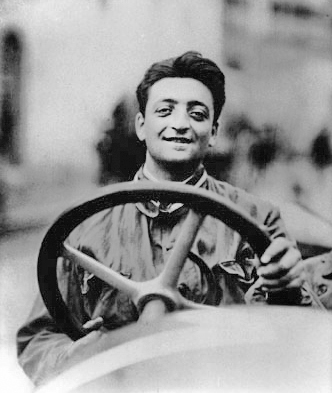
驾驶赛车的恩佐·法拉利

随着家族的车间生意崩溃，法拉利开始在汽车行业寻找工作。他申请进入都灵的菲亚特工作，但遭到婉拒，给法拉利造成了很大的打击：
|                                     | 那是1918年到1919年的冬天，非常寒冷，我回忆起来十分痛苦。我在街上走着，衣服冻在我身上。我穿过瓦伦蒂诺公园，用手扫了扫长凳上的雪，然后直接倒在上面。我孤身一人，父亲和兄长都已离我而去。绝望击败了我，让我大哭起来。 () |
| ——恩佐·法拉利，谈及自己被菲亚特婉拒 | |

后来，法拉利在都灵的一家车间(Carrozzeria Giovannoni)找到了一份工作。这家车间的业务是将废旧的军用卡车回收拆解，并将底盘交给米兰的Carrozzeria Italo-Argentina工厂加工成其它车辆。除了在车间的工作，恩佐还负责测试经过改装的底盘，然后到米兰完成交付。法拉利在米兰常常光顾Vittorio Emanuele酒吧，并在那里结识了赛车手乌戈·斯沃齐。斯沃齐当时为CMN公司工作；在他的帮助和鼓励下，法拉利离开都灵，成为CMN的试车手。
1919年10月5日，法拉利在帕尔马-贝尔切托山爬山赛(Parma-Poggio di Berceto)迎来竞赛生涯处子秀。他驾驶的2.3升4缸CMN 15/20在比赛的3.0升组中获得第五名。同年11月23日，恩佐参加了弗洛里奥盾耐力赛，比赛过程一波三折：在赶往赛场的途中先是遭遇暴风雪，此后又被狼群袭击；比赛中在西西里发生油箱泄漏，还被一场选举集会的人群挡住去路。当他抵达终点线时已经超出了比赛限时，然而仍获得第九名。

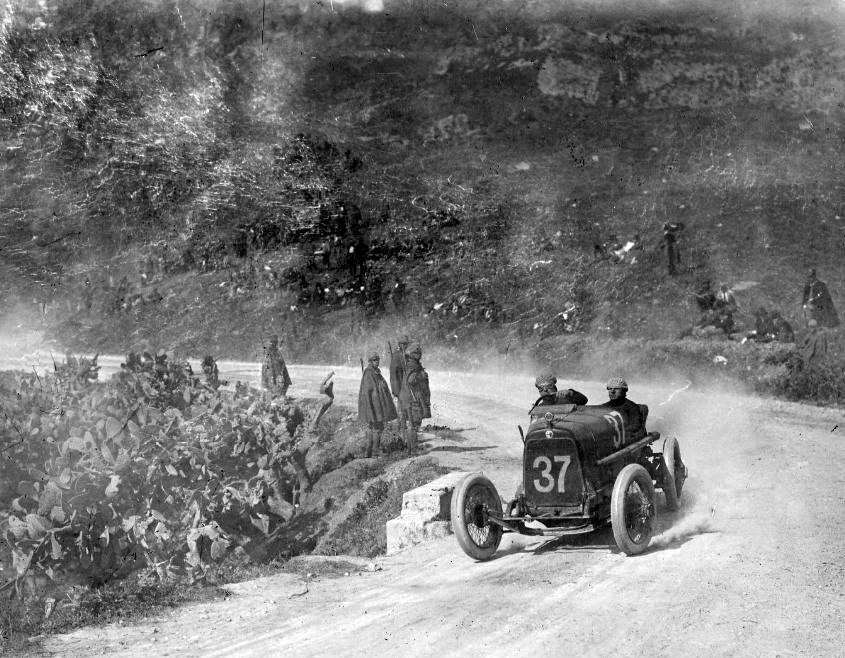
1922年弗洛里奥盾，驾驶阿尔法·罗密欧 ES 的恩佐·法拉利最终取得了比赛的第16名。

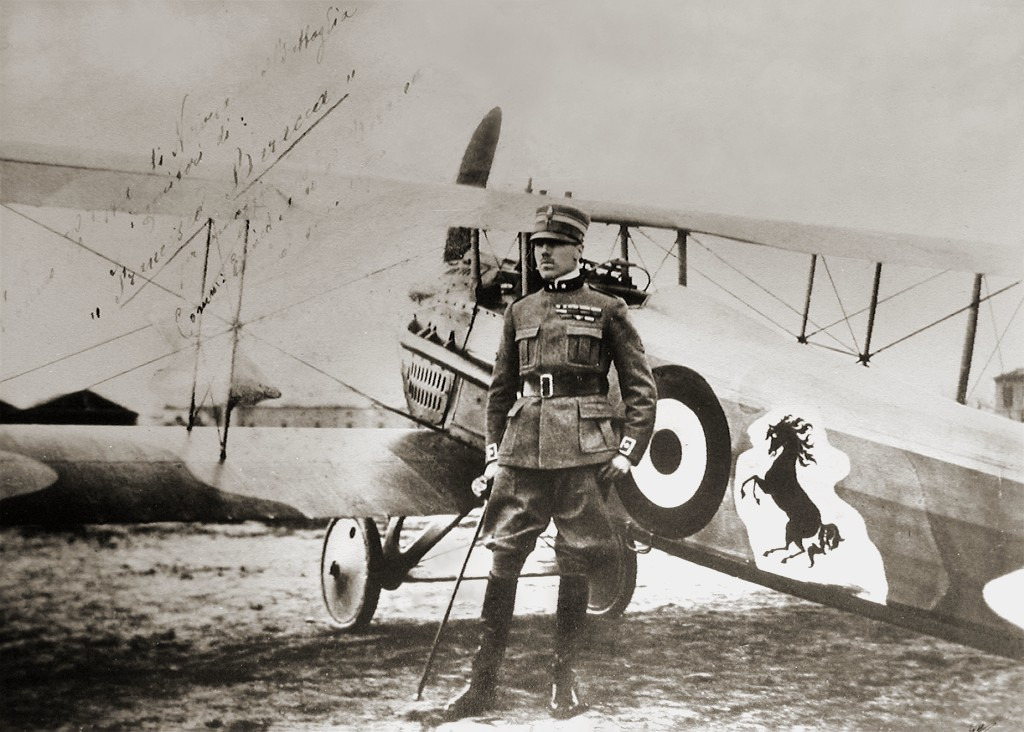
一战王牌飞行员弗兰切斯科·巴拉卡与他的座机。据法拉利称，巴拉卡飞机上的跃马标志是日后法拉利商标的起源。

1920年，法拉利以车手身份加盟阿尔法·罗密欧的赛车部门，斯沃齐随后一同加入。10月24日，法拉利为新东家取得了当年的弗洛里奥盾亚军。法拉利为阿尔法·罗密欧参加了多场大奖赛、耐力赛和爬山赛。1923年，法拉利在萨维奥场地赛(Circuito del Savio)迎来了生涯首胜，同时也是法拉利的首场大奖赛胜利。法拉利多年后接受采访时称，萨维奥场地赛后他得以与一战王牌飞行员弗兰切斯科·巴拉卡的双亲会面。巴拉卡的母亲让法拉利把已故的弗兰切斯科的跃马徽章绘在车上，这样可以带来好运。根据法拉利本人和法拉利公司的说法，法拉利以巴拉卡的徽章为蓝本制作了“跃马”标志，后来成为了法拉利汽车与车队的商标。然而一直等到1932年的斯帕24小时耐力赛，“跃马”标志才开始出现在法拉利车队的赛车上，因此也有推测认为这一商标直到1932年才最终确定。
1923年9月8日，法拉利的好友与伯乐乌戈·斯沃齐在意大利大奖赛练习赛中不幸丧生。事故发生时，法拉利正在赛道的围场内，火速赶到了事发地试图抢救斯沃齐，但没有成功。阿尔法·罗密欧车队随即退出了此站比赛。

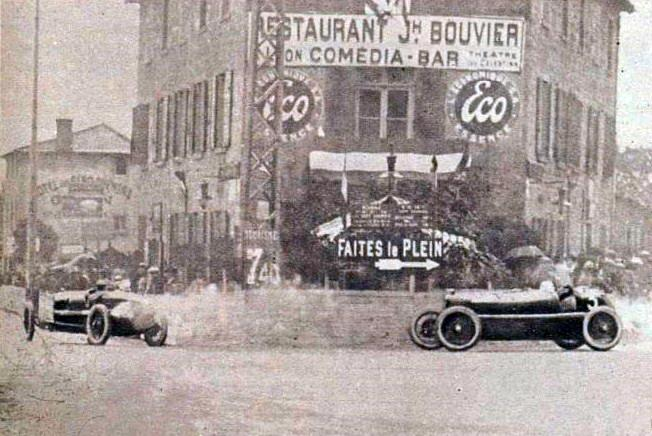
1924年法国大奖赛中正在练习的恩佐·法拉利（画面右侧）。法拉利随后主动退出了比赛。

1924年，法拉利接连获得萨维奥场地赛、博雷齐内场地赛(Circuito del Polesine)和阿切尔博杯的冠军。法拉利多年后在采访中称阿切尔博杯的胜利是他“参加的所有比赛中，回忆起来尤为满意的一场胜利”。法拉利还认为这场比赛是他“赛车手名声的起点”，因为在比赛中他击败了此前赢得弗洛里奥盾的梅赛德斯赛车。法拉利因赛车方面的突出贡献，获得了五级王冠勋章。然而在当年最重要的赛事——法国里昂举办的欧洲大奖赛赛前练习开始后不久，法拉利就主动退出，未参加之后的正赛。关于退出比赛的原因，有说法称是健康问题；但也有人认为法拉利担心自己无法和这个级别的车手相比，精神紧张而主动退赛。阿尔法·罗密欧车队和法拉利从未对此事做出任何解释。
此后的1925年和1926年，法拉利都没有参加比赛。在此期间，法拉利参与了罗马体育报的创建，直到1926年都担任出版公司的主管职务。1925年，法拉利在阿尔法·罗密欧的队友，被法拉利称作“导师”的安东尼奥·阿斯卡里在法国大奖赛中伤重不治。
法拉利在1927年的亚历山德里亚场地赛(Circuito di Alessandria)复出并取胜。之后又获得了一些地区比赛的胜利，还在1927年获得了三级王冠勋章的荣誉，但从未再次获得大奖赛级别的冠军。1931年法拉利最后一次以车手身份参赛；次年初法拉利的长子迪诺诞生，法拉利因此终止了车手生涯，认为“我繁杂的活动留下了还算过得去的生计，我的儿子可以依靠这些过活，但他有理由向我要求更多。”
|                                        | 我曾想成为一名伟大的车手，但我从没做到过。 (Volevo essere un grande pilota, e non lo sono stato.) |
| ——恩佐·法拉利，接受恩佐·比亚齐采访时说 |                                               |

## 创立车队

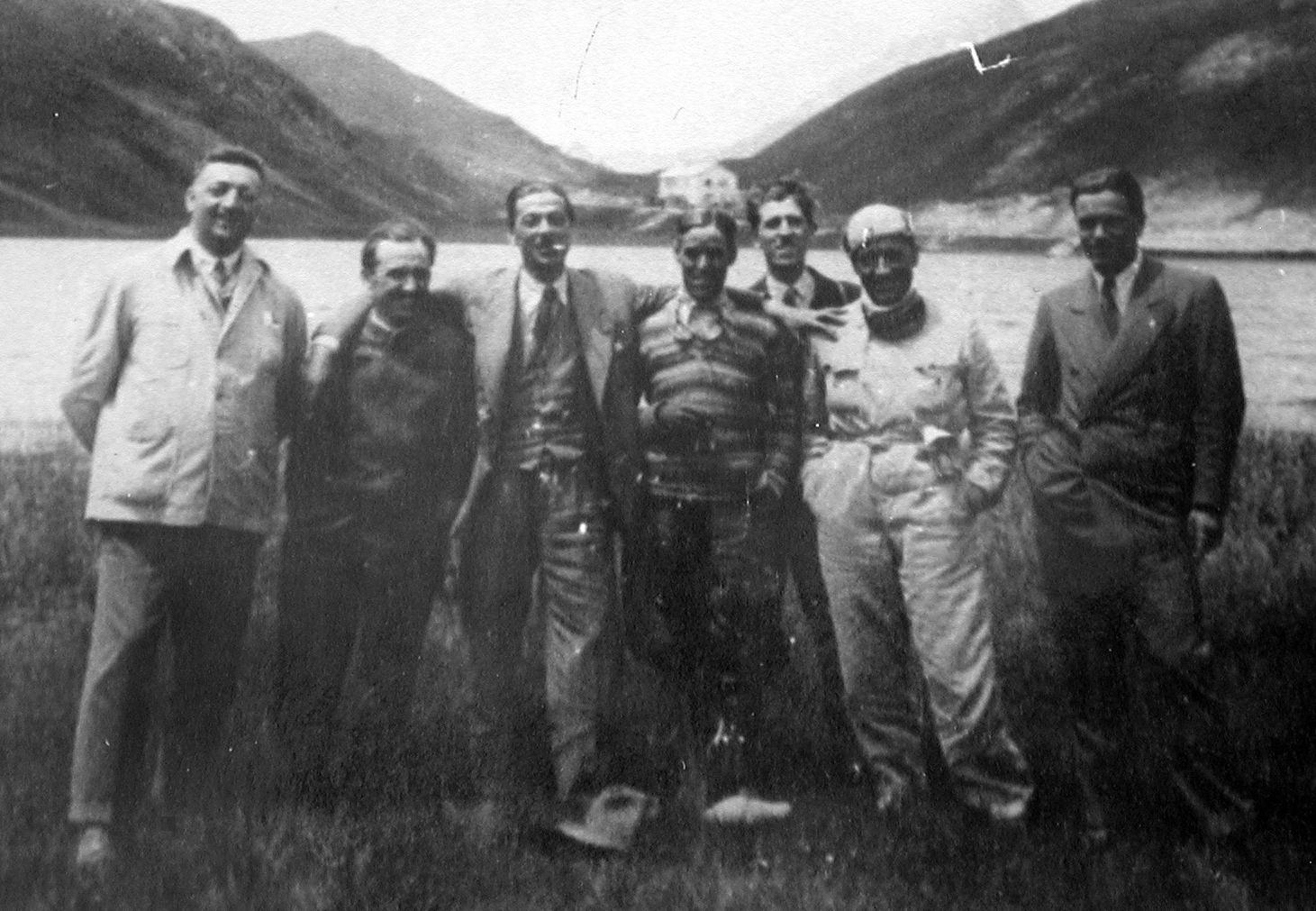
阿尔法·罗密欧车手恩佐·法拉利（左一）、塔奇奥·努沃拉里（左四）、阿基莱·瓦尔齐 （左六）与经营主管Prospero Gianferrari（左三）等人于马达莱纳山口的合影。照片拍摄于1930年左右。

法拉利还是车手时就已经开始参与阿尔法·罗密欧公司的管理工作。他在1920年代担任阿尔法·罗密欧在艾米利亚-罗马涅大区和马尔凯大区的经销商。1923年，法拉利代表阿尔法·罗密欧公司与菲亚特交涉，成功将菲亚特旗下的工程师路易吉·巴吉和维托里奥·雅诺招入公司。雅诺很快为阿尔法·罗密欧设计了极具竞争力的P2赛车，为车队在20年代中期到30年代初的成功奠定基础。
1929年，阿尔法·罗密欧公司缩减了赛车活动，从而重点从事公路车的生产。这一转变促使法拉利开始筹备自己的车队。1929年11月16日，恩佐·法拉利和三位业余赛车手——马里奥·塔迪尼、奥古斯都·卡尼亚托(Augusto Caniato)和阿尔弗雷多·卡尼亚托(Alfredo Caniato)两兄弟一同起草了法拉利车队(Scuderia Ferrari)的组队协议，车队于12月1日正式成立。塔迪尼的服装连锁店生意和卡尼亚托兄弟的布料产业为法拉利提供了最初所需的资金。车队使用阿尔法·罗密欧的赛车参赛，法拉利继续为阿尔法·罗密欧提供技术支持，而阿尔法·罗密欧公司入股车队。法拉利与倍耐力、壳牌石油和博世等公司也达成了类似的协议。车队的车间建立在摩德纳，由路易吉·巴吉担任总工程师。车手阵容方面，朱塞佩·坎帕利和塔奇奥·努沃拉里等阿尔法·罗密欧车队的车手在部分比赛中会为法拉利的车队参赛，法拉利本人直到1931年担任车队的车手。包含业余车手在内，法拉利车队一度达到50名车手的庞大规模。
1930年，法拉利和朱塞佩·坎帕利计划参加当年的摩纳哥大奖赛，但比赛开始时车队的赛车尚未完工，因而未能到场。随后的亚历山德里亚场地赛(Circuito di Alessandria)，法拉利代表自己的车队取得季军，这是法拉利车队首次登上领奖台。法拉利车队的首场胜利则由努沃拉里在的里雅斯特-奥皮齐娜爬山赛获得。

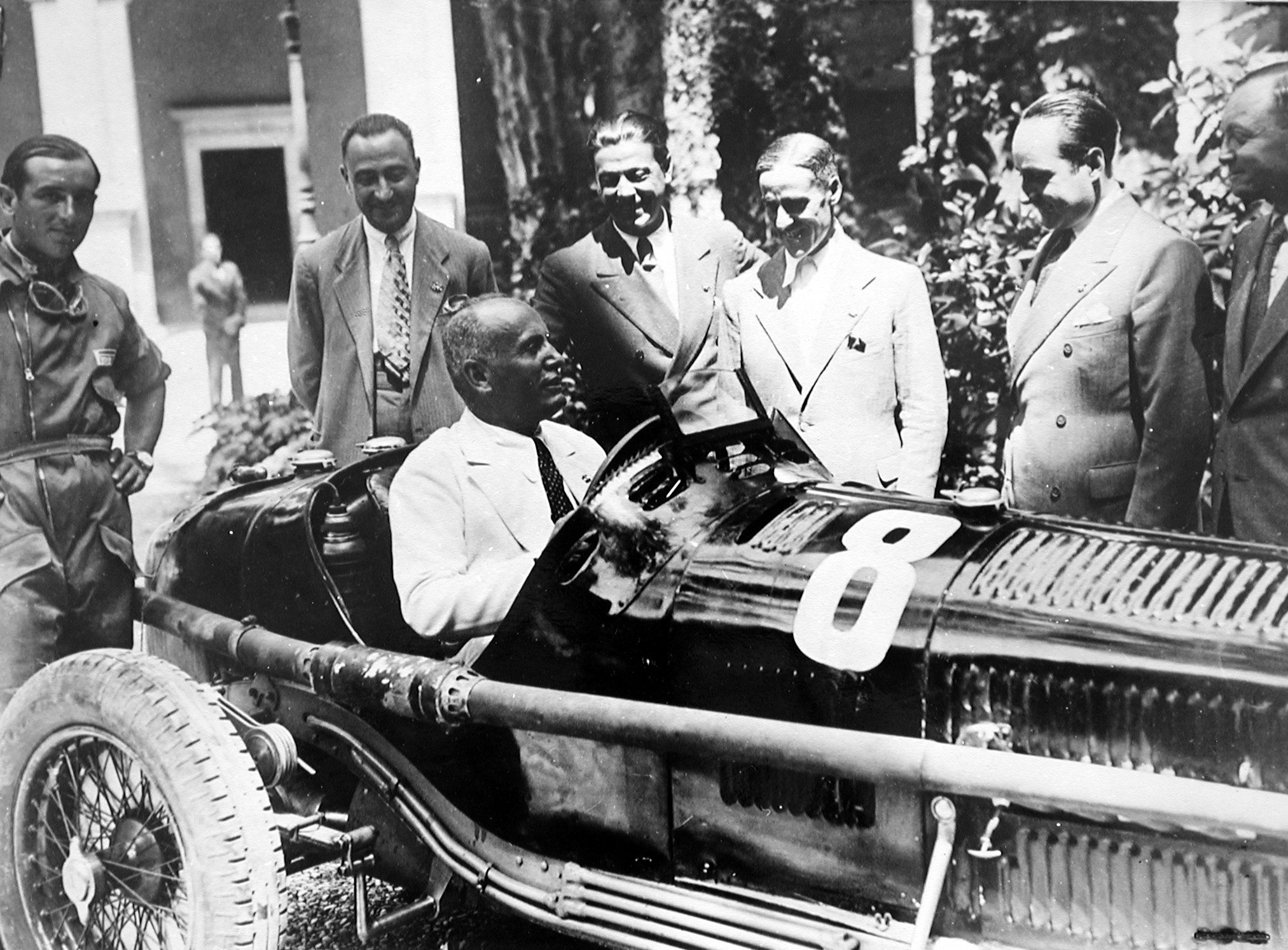
法拉利车队在1932年阿切尔博杯获胜后，意大利首相墨索里尼（赛车中）接见了恩佐·法拉利（后排左二）、阿尔法·罗密欧经营主管Prospero Gianferrari（左三）、冠军车手塔奇奥·努沃拉里（后排左四）等人

1931年到1932年，法拉利的车队获得了一些胜利，比如1931年阿切尔博杯（坎帕利获胜）、齐亚诺杯与康苏玛杯（努沃拉里获胜）；1932年弗洛里奥盾与阿切尔博杯（努沃拉里获胜）、墨西拿杯(義大利語：Coppa Messina, 由彼得·格尔西获胜)、以及斯帕24小时耐力赛（由安东尼奥·布里维奥与尤吉尼奥·锡耶纳取胜）。这一期间，法拉利并不总能获得阿尔法·罗密欧最新的赛车，而努沃拉里这样的优秀车手也会优先为阿尔法·罗密欧参赛，仅在部分比赛代表法拉利的车队比赛。
1933年，由于财政问题和公司领导结构变动（所有权转移至新成立的工业复兴公司），阿尔法·罗密欧公司宣布停止以车队名义参加汽车赛事，重点从事汽车生产。法拉利领导的车队由此实质上成为阿尔法·罗密欧的赛车部门。然而阿尔法·罗密欧封存了最具竞争力的P3单座赛车。法拉利不得不使用旧款的8C双座赛车，并扩大引擎的排气量，从而和玛莎拉蒂的单座赛车8C与8CM竞争。努沃拉里为法拉利车队赢得了5场胜利，然而旧款赛车的可靠性和缺乏速度让他与法拉利的关系愈发紧张。1933年的比利时大奖赛，努沃拉里擅自租用了一台玛莎拉蒂8CM赛车参赛，尽管仍然代表法拉利车队获胜，但也使法拉利与努沃拉里的关系彻底恶化。1933年8月，努沃拉里与巴可宁·博扎齐尼离开车队，代表玛莎拉蒂参赛；作为回应，法拉利从玛莎拉蒂签下了路易吉·法吉奥里，并重新签回了之前出走的朱塞佩·坎帕利。阿尔法·罗密欧公司此时也准许法拉利的车队使用P3单座赛车。法吉奥里为法拉利车队在下半年获得了3场大奖赛胜利；但坎帕利则与博扎齐尼一同于当年的蒙扎大奖赛丧生。

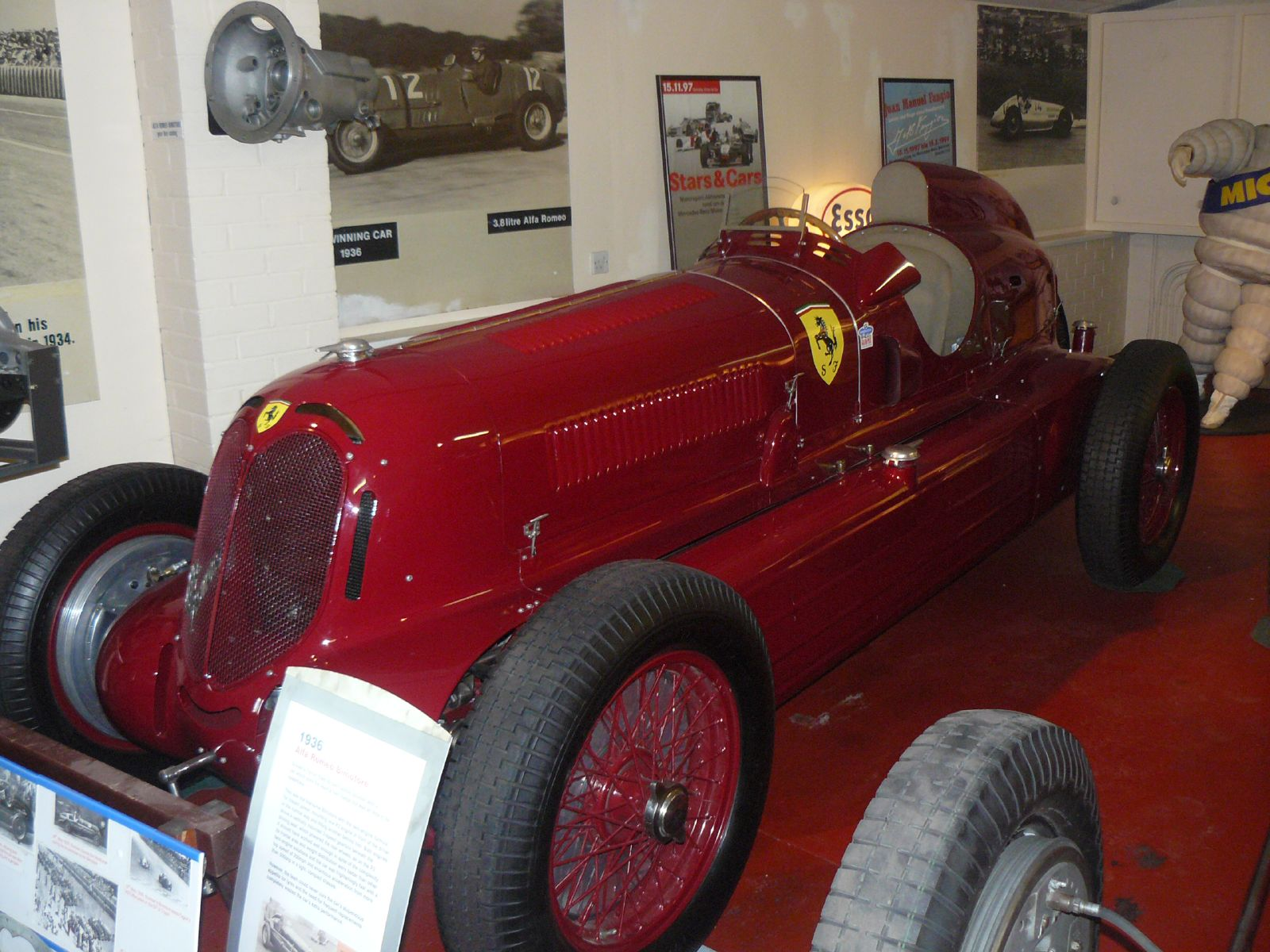
阿尔法·罗密欧 1935 Bimotore 赛车，有时被认为是第一辆由法拉利制造的赛车。

1934年起，法拉利车队的地位遭到德國车队戴姆勒-奔驰与汽车联盟的威胁。两支德国车队受到德國政府每年25万帝国马克的资助，法拉利车队1934年尚可以取得35场大奖赛的18场胜利，然而逐渐难以和德国赛车抗衡。1935年，出于意大利首相墨索里尼的要求，法拉利车队重新和努沃拉里联系，维托里奥·雅诺最终促成了法拉利和努沃拉里的和解。
1935年，同样在墨索里尼的坚持下，路易吉·巴吉设计了一款旨在击败德国车队的新款赛车1935 Bimotore，由法拉利在摩德纳的车间制造了两辆。这款赛车在座位前后各有一台8缸引擎，通过独特的Y型传动装置驱动后轮。由于全车由设计到组装均是由法拉利的工程师团队完成的，这款赛车有时被认为是第一辆由法拉利制造的赛车。1935年7月16日努沃拉里驾驶一辆特别改造的Bimotore,创下了364km/h的极速记录和323km/h的一千米平均速度记录。然而该款赛车在比赛中的表现乏善可陈，由于超重无法参加方程式比赛，而在无限制规格的自由方程式中从未登上过领奖台。在方程式赛车中，尽管法拉利车队将P3赛车引擎的排气量扩大到3.2升，但仍然无法和更先进的德国赛车竞争。德国赛车赢得了7场欧洲锦标赛中的6场；唯一的例外是在德国大奖赛上，努沃拉里驾驶法拉利的阿尔法·罗密欧赛车击败了全部九辆主场作战的德国赛车取胜，被许多人认为是汽车运动史上最伟大的胜利。自1936年起直到法拉利离开公司为止，法拉利领导的阿尔法·罗密欧赛车再也未能在欧洲锦标赛中获胜。
1937年3月，阿尔法·罗密欧公司买下了法拉利车队80%的股份，在墨索里尼的支持下重新开始组建自己的官方车队——阿尔法赛车。1938年1月1日，法拉利车队正式解散，法拉利成为阿尔法赛车的车队经理，并由阿尔法·罗密欧公司得到了工程师焦阿基诺·科伦坡。科伦坡担纲完成了新款小型赛车阿尔法·罗密欧 158的设计；由于法拉利的坚持，这款赛车由原定的中置引擎设计改为前置引擎。这款赛车很快在小型车组的比赛中获胜，且在二战后为阿尔法·罗密欧车队带来了方程式赛车的成功。然而法拉利很快就对缺乏自主领导权表示强烈不满，尤其是和测试部门的上级公开对立。1939年，恩佐·法拉利被阿尔法·罗密欧公司开除，且被要求在4年内不得使用“法拉利”的名字组建车队或制造赛车。

## 二战

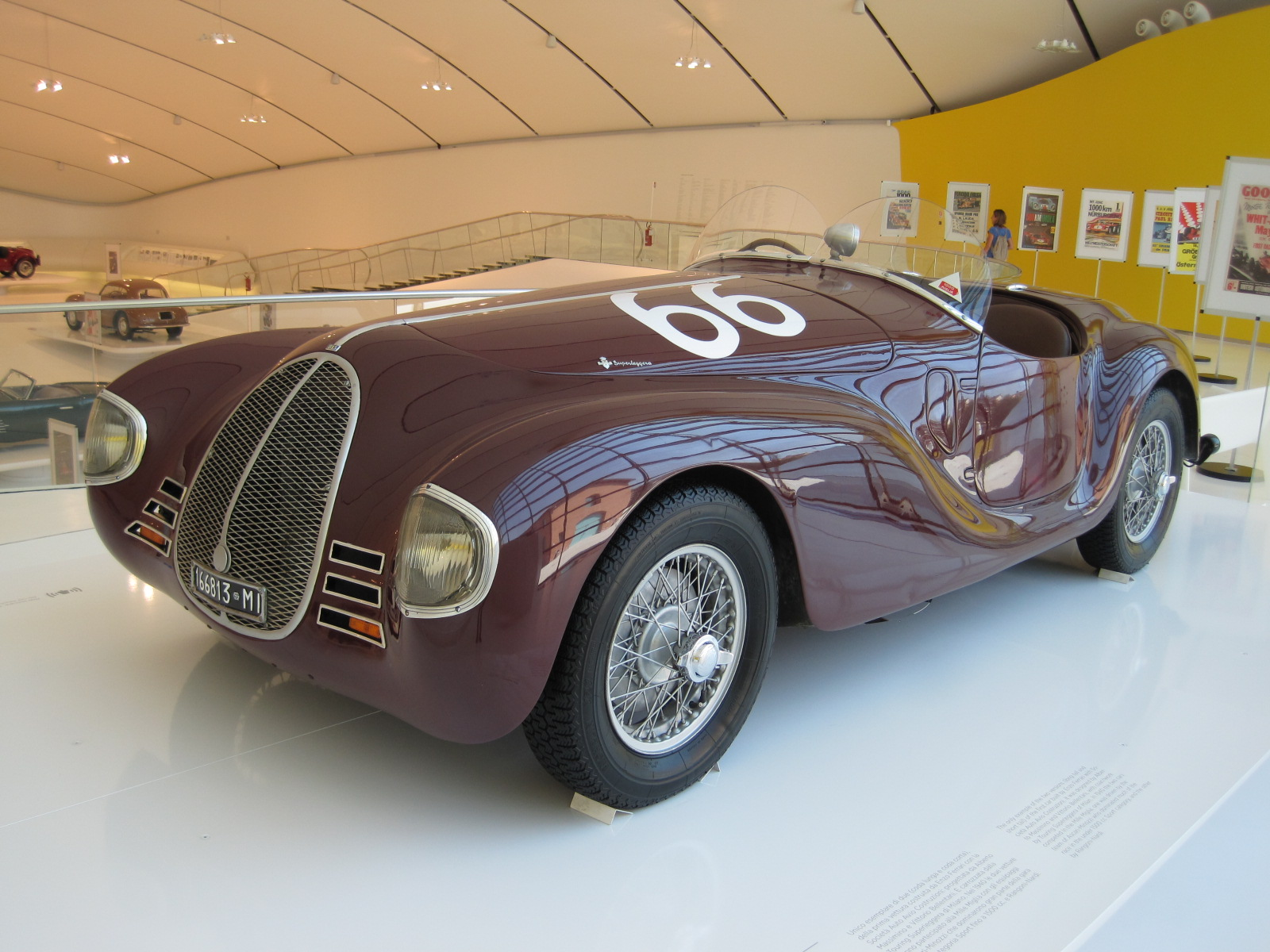
AAC 815, 法拉利离开阿尔法·罗密欧后制造的第一款汽车。图中的车辆为恩佐·法拉利博物馆的展品。

### 创立汽车航空制造厂(AAC)
离开阿尔法·罗密欧的法拉利组建了“汽车航空制造厂”公司(義大利語：Auto Avio Costruzioni)，为几家航空发动机制造厂加工配件。1939年12月，摩德纳贵族洛塔里奥·兰戈尼侯爵提议法拉利的公司制造两辆赛车。兰戈尼计划与好友阿尔贝托·阿斯卡里驾驶这款赛车参加次年4月的布雷西亚大奖赛(Gran Premio di Brescia)，也就是改制后的一千英里耐力赛。AAC公司的设计师阿尔伯托·马西米诺设计了AAC 815赛车：车型的底盘和变速箱基于菲亚特1100改造而成。AAC公司制造了新的发动机，并从图林超轻车身厂订制流线型车身。比赛当日，两辆AAC赛车在1.5L组比赛中领先，直到因机械故障先后退赛。AAC 815被认为是首款完全由法拉利的工厂自主设计和制造的汽车。
1940年6月3日，由於意大利準備決定站在德國一方加入二战並在6月10日正式向英國和法國宣戰，国内的赛车运动因战事全面停止。恩佐·法拉利经人介绍结识了都灵的工具商科拉多·加蒂(Corrado Gatti)。根据加蒂的建议，法拉利的公司开始复制德国的精密磨床。法拉利声称这些磨床只用于制造轴承；然而法拉利车手佛朗哥·科尔泰塞曾在采访中表示，他在战争期间安排法拉利的AAC为布雷达公司制造磨床，用于加工机枪部件。此外，经科尔泰塞的联系，法拉利还曾为意大利皇家陸军的登陆艇改造变速箱。1942年，阿尔法·罗密欧公司对“法拉利车队”名称使用权的限制仍未到期，但法拉利已重新将名字加入公司的名称中，并在AAC公司生产的机械上恢复使用“法拉利车队”(Scuderia Ferrari)的标志。

### 建立马拉内罗工厂
1942年12月，为躲避盟军对波河平原工业区的轰炸，法拉利在马拉内罗置办了2公顷的农场土地，建立了新的公司总部和工厂。到了1943年1月，法拉利向当地政府的申请表明他在马拉内罗地区已拥有4座农场。农场的土地总面积达30公顷，全部归于妻子劳拉·法拉利的名下。1943年年底，法拉利正式将工厂迁往马拉内罗，此时他的工厂有大约140名雇员。1944年9月，德国军队检查法拉利的工厂时发现了公司的仿制磨床，便将工厂的设备没收。此后，法拉利的工厂于1944年11月、1945年2月两次遭盟军轰炸。法拉利花费了很长时间才恢复工厂生产。1945年4月下旬，盟军与意大利游击队解放了法拉利工厂所在的波河河谷。

### 法拉利与意大利抵抗运动的关系
恩佐·法拉利在战时为意大利法西斯政府从事军工生产，但同时在暗中资助意大利抵抗运动。2000年，意大利抵抗组织领导人卡洛·朱塞佩·扎纳利尼(Carlo Giuseppe Zanarini)的日记被发现并出版，其中提到了法拉利与意大利抵抗运动的关系。扎纳利尼是蒙泰菲奥里诺的游击队共和国领导人。他在日记中写到在1944年爱国行动队(GAP)曾计划处死“与法西斯交往密切”的恩佐·法拉利。扎纳利尼阻止了这一行动，计划与法拉利当面交涉。1944年10月，扎纳利尼与法拉利会面告知了这一未遂的处决计划，并要求法拉利向意大利民族解放委员会(CLN)捐赠50万里拉，以"资助解放事业"。法拉利在12天内筹措了所需的资金。发现扎纳利尼日记的记者的调查表明，法拉利在战后和扎纳利尼仍有书信来往，还在1987年收到过扎纳利尼的日记稿。2000年，摩德纳抵抗运动历史学会会长在采访中认为恩佐·法拉利不可能在1944年受到日记中所说的处决威胁，因为法拉利在1944年秋季已长期资助抵抗运动，还曾帮助意大利共产党在自己的厂房里藏匿档案。此外，法拉利还曾用自家的车辆协助游击队员躲避追捕。
另有记录显示，意大利游击队国家联盟的代表曾在1979年拜访法拉利，并授予他抵抗运动金质奖章。
2011年，新西兰作家大卫·曼顿(David Manton)发表了著作《恩佐·法拉利的秘密战争》(Enzo Ferrari's Secret War)，根据自己的调查对于法拉利在二战时与盟军部队的关系提出了一些猜测。曼顿在著作中调查了新西兰车手帕特·霍尔(Pat Hoare)与法拉利不同寻常的关系：尽管作为车手鲜为人知，但是霍尔常能得到法拉利的特制赛车，乃至菲尔·希尔驾驶的一级方程式赛车。曼顿认为这层关系与霍尔在二战时的身份，以及对法拉利的协助有关。霍尔在二战时参加了意大利战役，所在的部队是最早进驻摩德纳的盟军部队之一。曼顿认为霍尔出于对赛车运动的热爱，说服盟军保全了法拉利的产业，以及法拉利最看重的工程师之一——焦阿基诺·科伦坡。这样可以解释为什么亲法西斯的科伦坡不仅未被处决，反而很快能就为法拉利生产"科伦坡引擎"。

## 二战之后
欧洲战事结束后不久，恩佐·法拉利就已着手重返汽车制造业。经法拉利的联络，路易吉·巴吉与焦阿基诺·科伦坡等人返回法拉利手下。
1945年7月，恩佐·法拉利与科伦坡会面，二人确定了法拉利的新车将有一台1.5L排量的V12引擎，并为新车定名为125.据法拉利的说法，他对V12构造的执着源自帕卡德299赛车。该车型搭载一台“双六”（Twin Six）V12引擎，在20年代初的几场测速赛和爬山赛中获胜；1921年，意大利第一位女赛车手玛利亚·安东涅塔·阿方佐在丹麦驾驶一辆帕卡德299参加测速赛，最后因引擎起火，不得不将车开进海里灭火；据说这起事件给法拉利留下了深刻印象。科伦坡于1945年10月完成新型V12引擎设计，但他在11月被阿尔法·罗密欧强行召回，引擎的设计与制造由朱塞佩·布索和奥雷利奥·兰普雷迪等人最终完成。此后很长一段时间里，“科伦坡引擎”一直是法拉利公司的主力引擎，其改进型一直沿用至1980年代。
1947年，法拉利公司（Ferrari S.p.A.）正式成立。

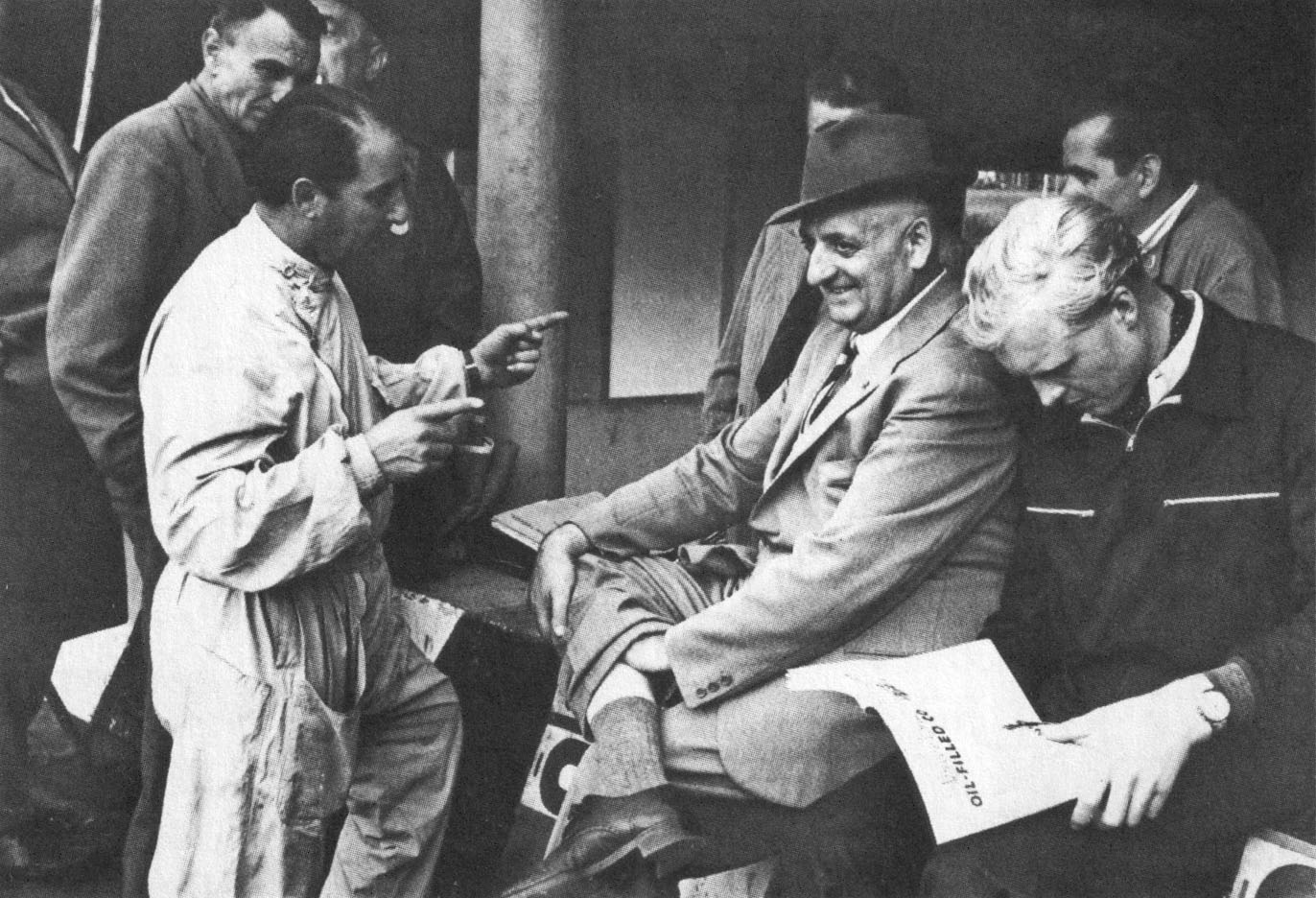
蒙扎赛道的包厢中，身为企业家的恩佐·法拉利（中）与他的车手迈克·霍索恩（右）在一起。照片摄于1953年。

恩佐决定和自己的车队对抗称霸赛场的阿尔法·罗密欧。1948年，法拉利车队在都灵首次进入开轮式车赛，随后在当年的加尔达湖（Lago di Garda）比赛中击败了业余选手，获得车队首场胜利。1949年的勒芒24小时耐力赛上，路易吉·希奈蒂（Luigi Chinetti）和彼得·米切尔-汤普森（苏格兰塞尔斯顿男爵）驾驶一辆法拉利 166MM获胜，这也是法拉利的首场主要赛事胜利。
1950年，法拉利车队加入了新生的世界一级方程式锦标赛，是唯一一支从赛事创办至今一直保持参赛的车队。法拉利车队于1951年首次获得大奖赛胜利——何塞·弗罗伊兰·冈萨雷斯在英国大奖赛取胜。据称当法拉利车队终于击败了不可一世的Alfetta 159赛车时，恩佐哭得像个孩子。1952年，阿尔贝托·阿斯卡里赢得法拉利车队的首个F1世界冠军，次年卫冕成功。法拉利车队参加了1953年的印第安納波利斯500赛事，这也是迄今为止法拉利唯一一次参加印地500比赛。为了资助法拉利车队在F1, 千哩大赛和勒芒24小时耐力赛等赛事的征程，法拉利的公司开始销售跑车。
法拉利继续参加千哩大赛的决策为车队带来了新的冠军，极大提高了公众知名度。然而，当时赛事的车速日趋加快、路况恶劣、观众完全没有保护；这些隐患最终为赛事和法拉利带来了灾难。1957年千哩大赛期间，一辆由阿方索·德·波尔塔戈驾驶的法拉利 335 S在圭迪佐洛附近爆胎，当时车速高达250 km/h；赛车撞向路边观赛的人群，车手波尔塔戈和副驾驶死亡；九名观众丧生，其中五名为儿童。事故导致恩佐·法拉利和英格倍特轮胎被控过失杀人罪；此案漫长的刑事诉讼直到1961年才最终驳回。
恩佐对于意大利媒体的汽车运动报道很不满意，于1961年协助博洛尼亚的出版商Luciano Conti开办新出版物《Autosprint》。有几年时间，法拉利本人常常为该杂志供稿。

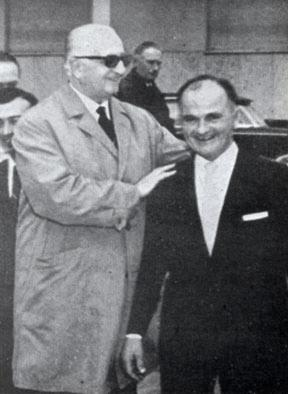
恩佐·法拉利（左）與賽車製造商伊拉里奧·班迪尼在弗利合影於1964年

1950至1960年代，法拉利车队的最重要胜利为9次勒芒耐力赛冠军（包括1960-1965年间的六连冠），以及多次F1车手世界冠军——除了阿斯卡里的两连冠外，还有胡安·曼努埃尔·范吉奥（1956年）、迈克·霍索恩（1958年）、菲尔·希尔（1961年）与约翰·苏尔特斯（1964年）。

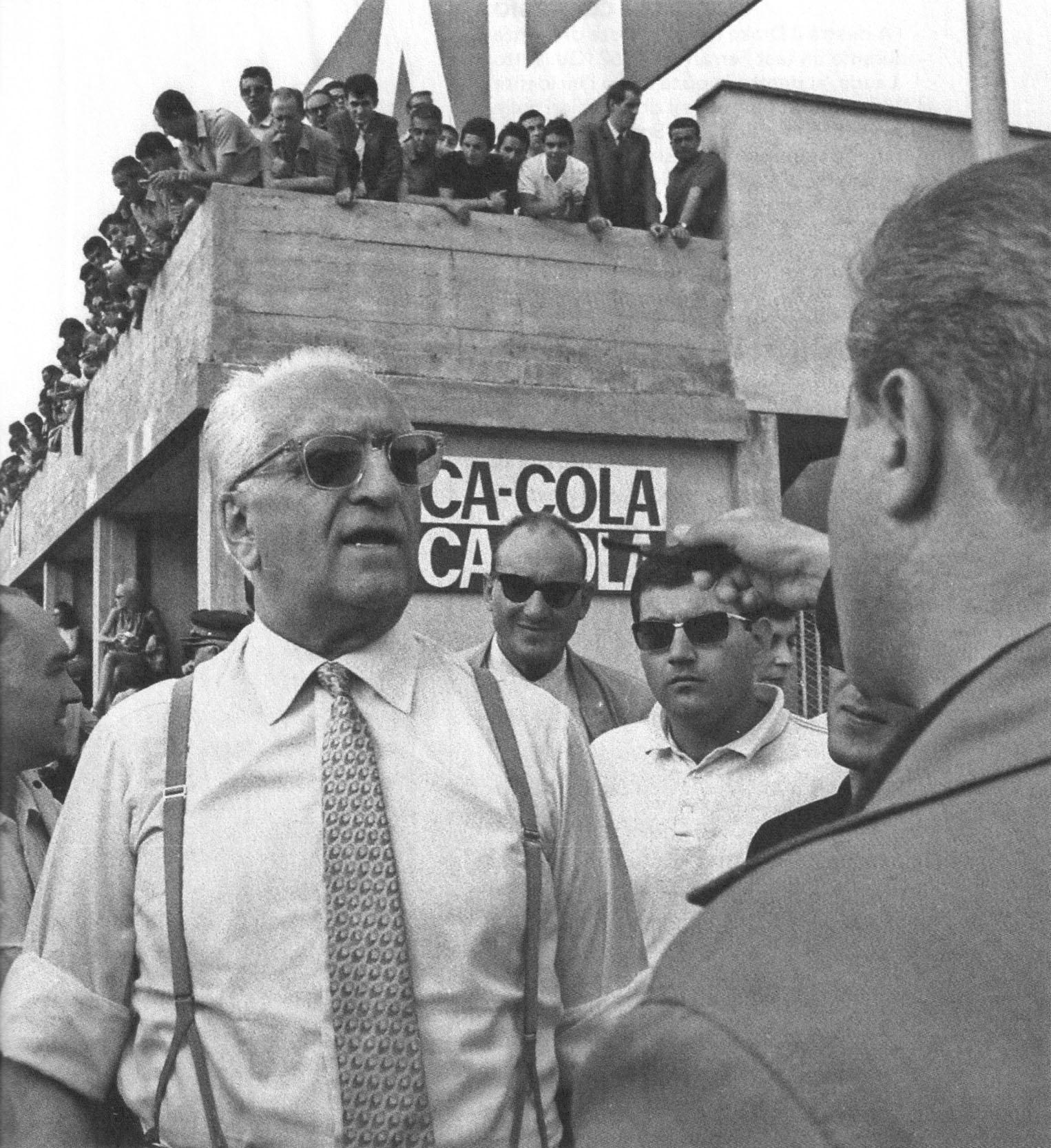
1967年意大利大奖赛周末期间，恩佐·法拉利和记者们交谈。

1969年，法拉利的公司獲得菲亞特入股。

### 丧子之痛
1932年1月19日，他的儿子迪诺(Dino)出世，这给他的生活增添了无穷的希望。他对儿子非常疼爱，为了多与儿子在一起，他甚至放弃了职业赛车手的工作。然而，1956年，他唯一的亲生儿子迪诺却过早去世，这对法拉利的打击很大，如同优秀赛车手在遥遥领先即将冲向终点时，突然没把握着方向盘而翻车一般。从此，法拉利郁郁寡欢，极少在公开场合露面。每次外出时，始终戴着黑领带，戴着墨镜。不仅在赛车场上见不到他，即使公司的重大决策，也是他通过观看电视荧光屏和助手的资料来制定的。为此，车队的赛车手有抱怨情绪，如果法拉利能亲临现场督战，那么法拉利车队的成绩一定会更好。

## 逝世
晚年的法拉利饱受肾病折磨。1988年8月14日，恩佐·法拉利逝世，享年90岁。他于8月15日下葬于摩德纳西郊圣卡塔多墓地的法拉利家族墓地。依照法拉利本人的意愿，只有他的直接亲属参加了葬礼，而在葬礼结束后他的死讯才对媒体公开。
2017年，意大利警方挫败了一场盗掘法拉利墓的阴谋。一伙来自撒丁的犯罪集团自2015年起便开始计划盗出恩佐·法拉利的棺木与遗体，以向法拉利家族索要赎金。

## 荣誉

### 勋章
|  | 意大利王国五级王冠勋章（1924年）              |
|  | 意大利王国四级王冠勋章（1925年）              |
|  | 意大利王国三级王冠勋章（1927年）              |
|  | 二级劳动功绩勋章（1952年12月21日）            |
|  | 意大利文化与艺术功绩金质勋章 （1970年6月2日） |
|  | 意大利共和国一级功绩勋章（1979年6月25日）     |

需要注意的是包括法拉利的王冠勋章在内，所有由意大利法西斯政府在二战前颁发的王冠勋章在战后被共和国政府宣布无效。勋章的持有人经申请确认后，可以恢复原有荣誉；然而法拉利没有申请，因此他的三枚王冠勋章实际已失效。

### 荣誉学位
- 博洛尼亚大学机械工程荣誉学位，1960年7月7日[105]
- 摩德纳和雷焦艾米利亚大学物理学荣誉学位，1988年2月1日，表彰“这位先驱者生产与测试的新型金属材料对凝聚态物理的杰出贡献”[106]

### 名人堂
- 1994年入选國際賽車名人堂[107]
- 2000年入选汽车名人堂（英语：Automotive Hall of Fame）[108]

### 车手生涯成绩
(颜色含义参见图示；粗体字表示该场比赛为格蘭披治大賽。)
| 日期              | 赛事                                                | 赛车                                            | 成绩                     |
| ----------------- | --------------------------------------------------- | ----------------------------------------------- | ------------------------ |
| 1919年10月5日     | 帕尔马-贝尔切托山爬山赛 (Parma – Poggio di Berceto) | CMN 15/20 HP                                    | 总第11名；分组第4名      |
| 1919年11月23日    | 弗洛里奥盾                                          | CMN 15/20 HP                                    | 总第9名                  |
| 1920年5月30日     | 帕尔马-贝尔切托山爬山赛                             | Isotta Fraschini 100/110 IM Corsa               | 季军；分组第2名          |
| 1920年6月13日     | 穆杰罗场地赛                                        | Isotta Fraschini 100/110 IM Corsa               | 未完赛                   |
| 1920年6月20日     | 康苏玛杯                                            | Isotta Fraschini 100/110 IM Corsa               | 未完赛                   |
| 1920年10月24日    | 弗洛里奥盾                                          | 阿尔法·罗密欧 20-40                             | 亚军；分组第1名          |
| 1920年11月14日    | 加拉拉泰竞速赛 (Chilometro lanciato di Gallarate)   | 阿尔法·罗密欧 40-40 HP                          | 总第4名, 分组第1名       |
| 1921年5月8日      | 帕尔马-贝尔切托山爬山赛                             | 阿尔法·罗密欧 20-30 HP ES Sport                 | 未完赛                   |
| 1921年5月29日     | 弗洛里奥盾                                          | 阿尔法·罗密欧 20-30 HP ES Sport                 | 总第5名；分组第2名       |
| 1921年7月24日     | 穆杰罗场地赛                                        | 阿尔法·罗密欧 ES Sport                          | 总第5名；分组第1名       |
| 1921年8月7日-15日 | 阿尔卑斯杯 (Coppa delle Alpi)                       | 阿尔法·罗密欧 ES Sport                          | 总第5名；分组第2名       |
| 1921年8月28日     | 奥斯塔-大圣伯纳德                                   | 阿尔法·罗密欧 ?                                 | 总第5名；分组第1名       |
| 1921年9月7日      | 布雷西亚竞速赛 (Chilometro lanciato di Brescia)     | 阿尔法·罗密欧 40-40 HP                          | 总第5名；分组第4名       |
| 1922年4月2日      | 弗洛里奥盾                                          | 阿尔法·罗密欧 20-30 ES                          | 总第16名；分组第3名      |
| 1922年6月11日     | 康苏玛杯                                            | 阿尔法·罗密欧 20-30 ES                          | 总第7名；分组第4名       |
| 1922年6月18日     | 穆杰罗场地赛                                        | 阿尔法·罗密欧 20-30 ES                          | 未完赛                   |
| 1922年7月30日     | 奥斯塔-大圣伯纳德                                   | Steyr ?                                         | 总第8名；分组第2名       |
| 1922年10月22日    | 秋季大奖赛（位于蒙扎赛道）                          | 阿尔法·罗密欧 ES                                | 未出场                   |
| 1923年4月15日     | 弗洛里奥盾                                          | 阿尔法·罗密欧 RL Targa Florio                   | 未完赛                   |
| 1923年6月10日     | 穆杰罗场地赛                                        | 阿尔法·罗密欧 RL Targa Florio                   | 未完赛                   |
| 1923年6月17日     | 萨维奥场地赛 (Circuito del Savio)                   | 阿尔法·罗密欧 RL Targa Florio                   | 冠军                     |
| 1923年8月5日-15日 | 阿尔卑斯杯                                          | 阿尔法·罗密欧 RL SS                             | 总第4名；分组第1（并列） |
| 1924年3月16日     | 日内瓦竞速赛 (Chilometro lanciato di Ginevra)       | 阿尔法·罗密欧 RL SS                             | 总第4名；分组第1名       |
| 1924年3月23日     | 维罗纳杯(Coppa Verona)                              | 阿尔法·罗密欧 RL SS                             | 亚军                     |
| 1924年5月25日     | 萨维奥场地赛                                        | 阿尔法·罗密欧 RL Targa Florio                   | 冠军                     |
| 1924年6月1日      | 博雷齐内场地赛 (Circuito del Polesine)              | 阿尔法·罗密欧 RL Targa Florio                   | 冠军                     |
| 1924年7月13日     | 阿切尔博杯                                          | 阿尔法·罗密欧 RL Targa Florio                   | 冠军                     |
| 1924年8月3日      | 欧洲大奖赛 （位于里昂）                             | 阿尔法·罗密欧 P2                                | 仅参加首日练习           |
| 1925年 – 1926年   | 未参赛                                              | 未参赛                                          | 未参赛                   |
| 1927年5月15日     | 亚历山德里亚场地赛 (Circuito di Alessandria)        | 阿尔法·罗密欧 RL MM                             | 冠军                     |
| 1927年6月5日      | 摩德纳场地赛                                        | 阿尔法·罗密欧 6C 1500                           | 冠军                     |
| 1928年4月29日     | 亚历山德里亚场地赛                                  | 阿尔法·罗密欧 6C 1500                           | 冠军                     |
| 1928年5月20日     | 摩德纳场地赛                                        | 阿尔法·罗密欧 6C 1500 SS con compressore Zagato | 冠军                     |
| 1928年6月3日      | 穆杰罗场地赛                                        | 阿尔法·罗密欧 6C 1500 SS                        | 季军                     |
| 1929年4月21日     | 亚历山德里亚场地赛                                  | 阿尔法·罗密欧 6C 1750                           | 未完赛                   |
| 1929年6月2日      | 波佐场地赛 (Circuito del Pozzo)                     | 阿尔法·罗密欧 6C 1750                           | 总第5名；分组第5名       |
| 1929年6月9日      | 穆杰罗场地赛                                        | 阿尔法·罗密欧 6C 1750                           | 总第8名                  |
| 1930年4月6日      | 摩纳哥大奖赛                                        | 阿尔法·罗密欧 P2                                | 未到场；赛车未完工       |
| 1930年4月20日     | 亚历山德里亚场地赛                                  | 阿尔法·罗密欧 6C 1750 GS                        | 季军；分组第3名          |
| 1930年8月10日     | 三省场地赛 (Circuito delle Tre Provincie)           | 阿尔法·罗密欧 6C 1750                           | 未完赛                   |
| 1930年8月17日     | 佩斯卡拉场地赛                                      | 阿尔法·罗密欧 6C 1750                           | 未完赛                   |
| 1931年6月14日     | 博比奥-佩尼切                                       | 阿尔法·罗密欧 8C 2300 MM                        | 冠军                     |
| 1931年8月9日      | 三省场地赛                                          | 阿尔法·罗密欧 8C 2300 MM                        | 亚军                     |
| 参考来源：        |                                                     |                                                 |                          |

### 以恩佐·法拉利命名的事物

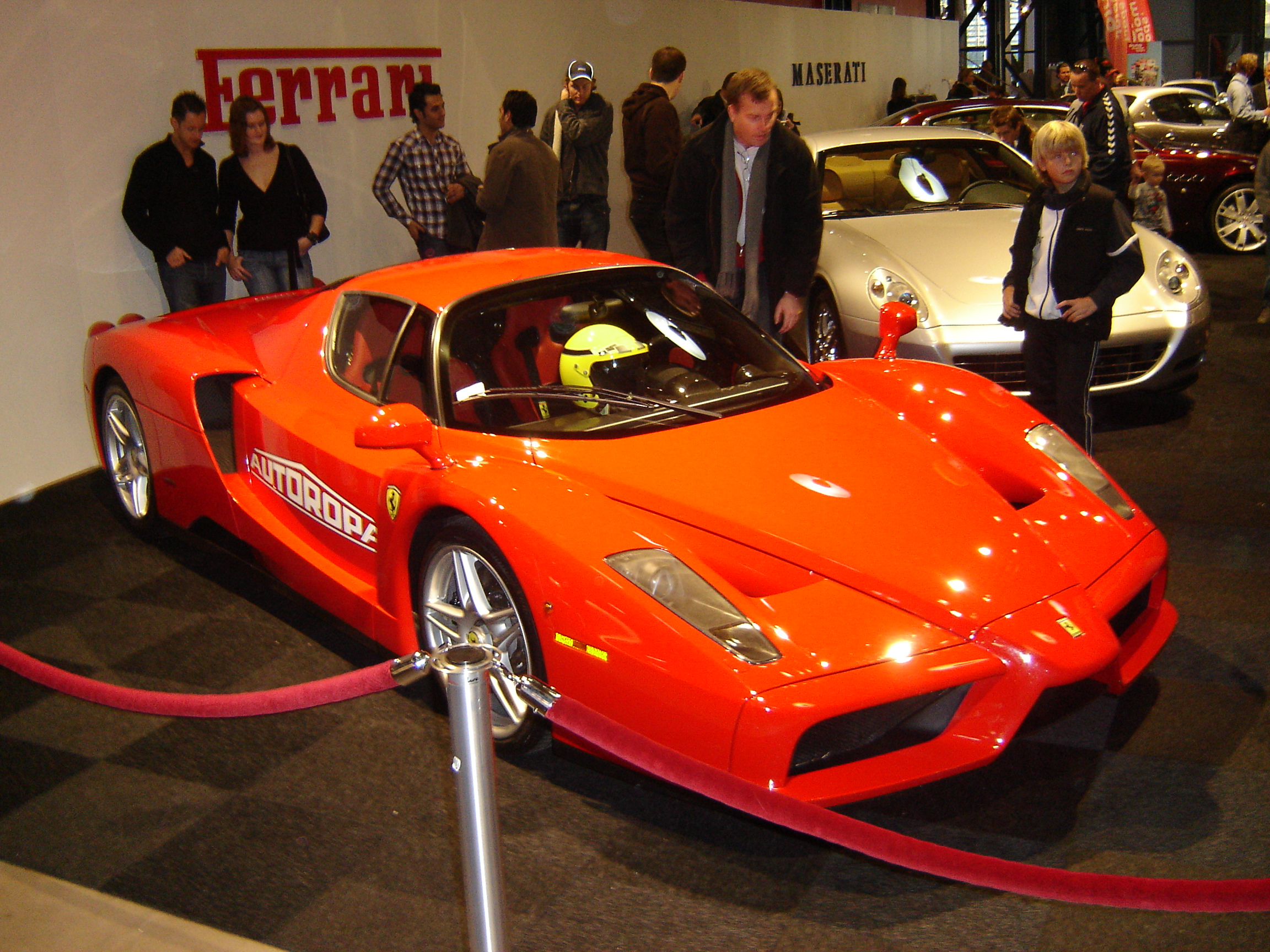
法拉利Enzo，法拉利2002年上市的超级跑车。
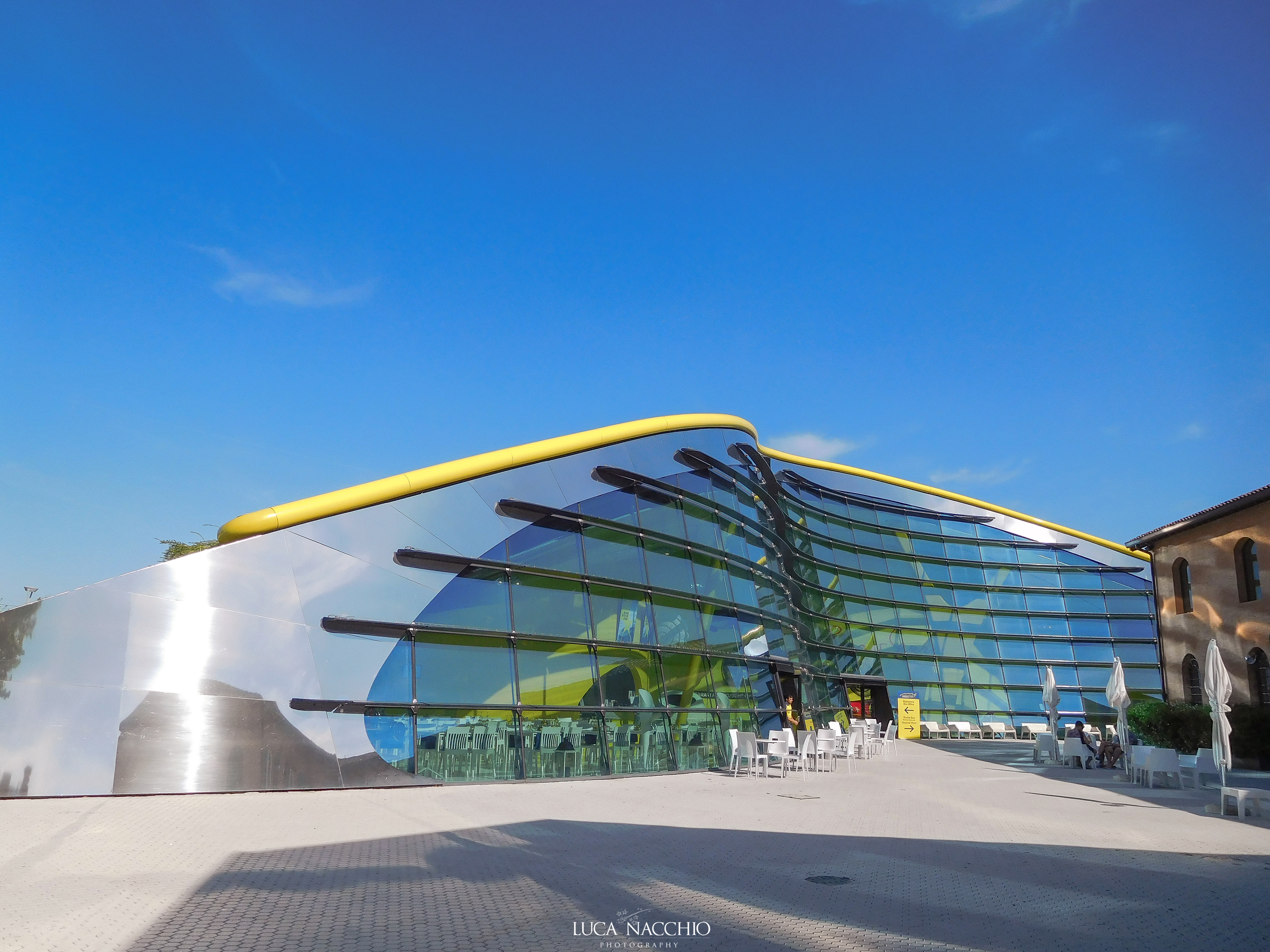
恩佐·法拉利博物馆，在法拉利一家的旧宅旁建成。
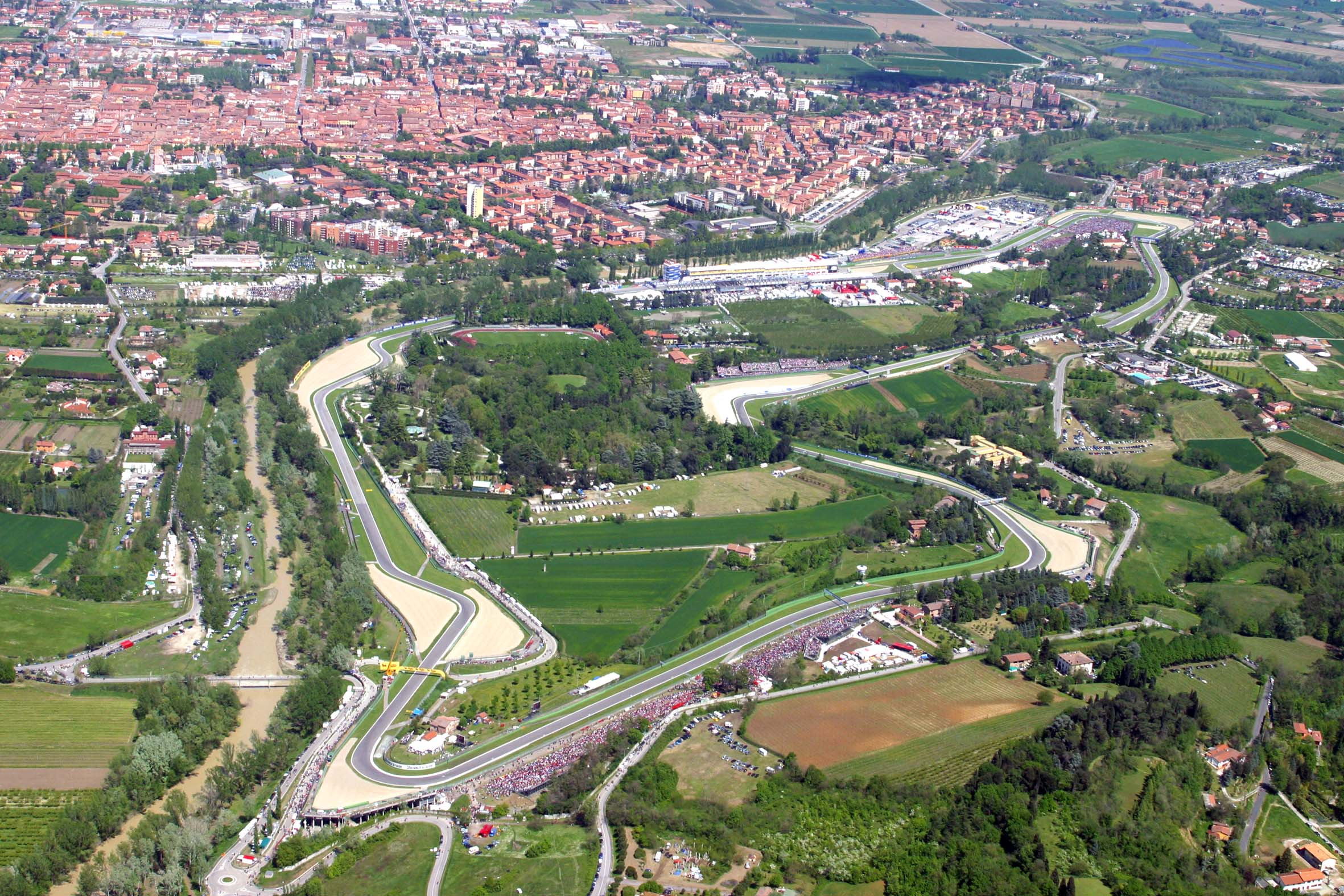
圣马力诺大奖赛的举办地伊莫拉赛道，正式名“恩佐与迪诺·法拉利赛道”(Autodromo Enzo e Dino Ferrari)

- 摩德纳与雷焦艾米利亚大学（英语：University of Modena and Reggio Emilia）的工程系以恩佐·法拉利命名。[118]
- 博洛尼亚大学1986年发现的小行星4122被命名为“法拉利”。[119]

## 轶闻

### 法拉利的绰号
恩佐·法拉利有多个绰号：
- （“团长”），来自他获得的三级王冠勋章（英语：Order of the Crown of Italy）()，是法拉利最广为人知的绰号之一。这一绰号有时会被不知道来由的外国人理解为英语的（“指挥官”）。法拉利自己不喜欢的绰号，因为他的王冠勋章是法西斯政权颁发的，且在二战后已被废止（见上文）。[104][121]
- (“骑士”)，来自他获得的劳动功绩勋章（英语：Order of Merit for Labour）()
- （“老爷子”）
- (“德雷克”)，源自英国著名的私掠船长弗朗西斯·德雷克，是法拉利的英国对手起的绰号。这一绰号源自法拉利领导的小公司能够取得远超自己体量的胜利，法拉利自身独裁式的管理方式，以及他偶尔试探规则界限的行为。
- （“工程师”）[122]

恩佐·法拉利相对更喜欢的绰号，但更喜欢直接被叫做“法拉利”。

### 其他

恩佐·法拉利签名，以本人喜爱的蓝紫色墨水显示。

- 法拉利一直用紫罗兰色的墨水签署文件。据他说选择紫色墨水是因为在自己的记忆中，父亲阿尔弗雷德写信后会使用一种油印装置把信复印下来，复印后的原本和复印本都会变成深紫色。[123]
- 1950年代曾有记者问起恩佐·法拉利的私家车是不是法拉利汽车，对此法拉利回答“不是，我买不起。”[124]
- 恩佐·法拉利生前坚决反对烟草广告的赞助，曾声称“我的车不吸烟”。[125]然而在法拉利过世后，烟草巨头菲利普莫里斯国际于1996年与法拉利车队达成赞助协议，旗下的万宝路直到2011年都是法拉利车队的冠名赞助商。[126]
- 尽管自家汽车与车队的标志来自王牌飞行员的徽章，恩佐·法拉利一生从未搭乘过飞机。此外他还反感火车，甚至不肯使用电梯。[127]
- 法拉利与著名男高音帕瓦罗蒂既是同乡也是好友。[128]

## 流行文化
- 2002年，意大利导演卡罗·卡莱（意大利语：Carlo Carlei）基于恩佐·比亚齐（英语：Enzo Biagi）的著作，执导了迷你剧《法拉利傳》（英语：Ferrari (film)）。剧集大获成功，后来被剪辑为传记电影。[129][130]
- 2019年的美國電影《賽道狂人》中，法拉利由雷莫·吉隆飾演。
- 2022年電影《藍寶堅尼（英语：Lamborghini: The Man Behind the Legend）》中，法拉利由蓋布瑞·拜恩飾演。
- 2023年的美国电影《法拉利》中，法拉利由亚当·德赖弗饰演，他取代了同樣考慮出演該角色的克里斯蒂安·贝尔和休·杰克曼[131][132]。

## 相关书籍
- 奥佩曼, 克里斯蒂娜. . 北京: 中国人民大学出版社. 2006. ISBN 7300075908.
- 耶茨, 布洛克.  第1版. 北京: 国际文化出版公司. 2017. ISBN 9787512509054. OCLC 1032715271.
- 威廉姆斯, 理查德. . 北京: 国际文化出版公司. 2006. ISBN 7801734823. OCLC 303241700.
- Gino, Rancati. . Osceola, Wis., USA: Motorbooks International. 1989  [2018-11-06]. ISBN 0-87938-339-9. OCLC 18629433. （原始内容存档于2022-01-26）.